# A9.com
A9.com was een bedrijfsonderdeel van 2003 tot 2019 van het Amerikaanse Amazon dat zich richtte op technologie voor zoekmachines en advertenties. Het hoofdkantoor is gevestigd in Palo Alto (Californië).

## Beschrijving
A9.com werd opgericht in 2003 als onafhankelijk bedrijf dat zich moest gaan richten op de achterliggende technologie voor zoekmachines en advertenties. Een van haar doelen was het ontwikkelen van algoritmes, waar tevens de naam A9 afkomstig van is.
Het bedrijf heeft onderzoek gedaan en technieken ontwikkeld voor het zoeken naar producten, visueel zoeken, aangevulde realiteit, technologie voor het selecteren van advertenties en technologie voor het beantwoorden van veelgestelde vragen.
In 2019 maakte The Wall Street Journal bekend dat Amazon haar zoekalgoritme had aangepast, waarbij de website van A9.com werd opgeheven.

## Projecten
- A9.com, zoekportaal (2004)
- OpenSearch, zoekfunctionaliteit (2005)
- BlockView, visualisatiedienst (2005)
- Clickriver, advertentieprogramma (2006)
- Askville, beantwoorden van vragen (2006)
- CloudSearch, zoekfunctionaliteit voor AWS (2012)